# Молодіжна збірна Гондурасу з футболу
Молодіжна збірна Гондурасу з футболу — національна молодіжна команда Гондурасу, що представляє країну на міжнародних змаганнях з футболу. Керується Федерацією футболу Гондурасу.

## Виступи на турнірах

### Молодіжний чемпіонат світу
| Молодіжний чемпіонат світу | Молодіжний чемпіонат світу | Молодіжний чемпіонат світу | Молодіжний чемпіонат світу | Молодіжний чемпіонат світу | Молодіжний чемпіонат світу | Молодіжний чемпіонат світу | Молодіжний чемпіонат світу | Молодіжний чемпіонат світу | Молодіжний чемпіонат світу |
| Рік                        | І                          | В                          | Н                          | П                          | ГЗ                         | ГП                         | Різ                        | О                          | Місце                      |
| -------------------------- | -------------------------- | -------------------------- | -------------------------- | -------------------------- | -------------------------- | -------------------------- | -------------------------- | -------------------------- | -------------------------- |
| 1977                       | 3                          | 2                          | 0                          | 1                          | 3                          | 1                          | +2                         | 4                          | Груповий етап              |
| 1979 ↓ 1993                | не кваліфікувалась         | не кваліфікувалась         | не кваліфікувалась         | не кваліфікувалась         | не кваліфікувалась         | не кваліфікувалась         | не кваліфікувалась         | не кваліфікувалась         | не кваліфікувалась         |
| 1995                       | 3                          | 0                          | 0                          | 3                          | 5                          | 14                         | –9                         | 0                          | Груповий етап              |
| 1997                       | не кваліфікувалась         | не кваліфікувалась         | не кваліфікувалась         | не кваліфікувалась         | не кваліфікувалась         | не кваліфікувалась         | не кваліфікувалась         | не кваліфікувалась         | не кваліфікувалась         |
| 1999                       | 3                          | 0                          | 0                          | 3                          | 4                          | 10                         | –6                         | 0                          | Груповий етап              |
| 2001 ↓ 2003                | не кваліфікувалась         | не кваліфікувалась         | не кваліфікувалась         | не кваліфікувалась         | не кваліфікувалась         | не кваліфікувалась         | не кваліфікувалась         | не кваліфікувалась         | не кваліфікувалась         |
| 2005                       | 3                          | 0                          | 0                          | 3                          | 0                          | 15                         | –15                        | 0                          | Груповий етап              |
| 2007                       | не кваліфікувалась         | не кваліфікувалась         | не кваліфікувалась         | не кваліфікувалась         | не кваліфікувалась         | не кваліфікувалась         | не кваліфікувалась         | не кваліфікувалась         | не кваліфікувалась         |
| 2009                       | 3                          | 1                          | 0                          | 2                          | 3                          | 3                          | 0                          | 3                          | Груповий етап              |
| 2011 ↓ 2013                | не кваліфікувалась         | не кваліфікувалась         | не кваліфікувалась         | не кваліфікувалась         | не кваліфікувалась         | не кваліфікувалась         | не кваліфікувалась         | не кваліфікувалась         | не кваліфікувалась         |
| 2015                       | 3                          | 1                          | 0                          | 2                          | 5                          | 11                         | −6                         | 3                          | Груповий етап              |
| 2017                       | 3                          | 1                          | 0                          | 2                          | 3                          | 6                          | −3                         | 3                          | Груповий етап              |
| 2019                       | 3                          | 0                          | 0                          | 3                          | 0                          | 19                         | −19                        | 0                          | Груповий етап              |
| 2023                       | 3                          | 0                          | 1                          | 2                          | 4                          | 7                          | –3                         | 1                          | Груповий етап              |
| 2025                       | не кваліфікувалась         | не кваліфікувалась         | не кваліфікувалась         | не кваліфікувалась         | не кваліфікувалась         | не кваліфікувалась         | не кваліфікувалась         | не кваліфікувалась         | не кваліфікувалась         |
| Разом                      | 27                         | 5                          | 1                          | 21                         | 27                         | 86                         | –59                        | 14                         | —                          |

### Молодіжний чемпіонат КОНКАКАФ
| Молодіжний чемпіонат КОНКАКАФ | Молодіжний чемпіонат КОНКАКАФ | Молодіжний чемпіонат КОНКАКАФ | Молодіжний чемпіонат КОНКАКАФ | Молодіжний чемпіонат КОНКАКАФ | Молодіжний чемпіонат КОНКАКАФ | Молодіжний чемпіонат КОНКАКАФ | Молодіжний чемпіонат КОНКАКАФ | Молодіжний чемпіонат КОНКАКАФ | Молодіжний чемпіонат КОНКАКАФ |
| Рік                           | І                             | В                             | Н                             | П                             | ГЗ                            | ГР                            | Різ                           | О                             | Місце                         |
| ----------------------------- | ----------------------------- | ----------------------------- | ----------------------------- | ----------------------------- | ----------------------------- | ----------------------------- | ----------------------------- | ----------------------------- | ----------------------------- |
| 1962                          | 3                             | 1                             | 1                             | 1                             | 3                             | 4                             | –1                            | 3                             | Груповий етап                 |
| 1964                          | 6                             | 2                             | 1                             | 3                             | 9                             | 7                             | +2                            | 5                             | 2 місце                       |
| 1970 ↓ 1974                   | не кваліфікувалась            | не кваліфікувалась            | не кваліфікувалась            | не кваліфікувалась            | не кваліфікувалась            | не кваліфікувалась            | не кваліфікувалась            | не кваліфікувалась            | не кваліфікувалась            |
| 1976                          | 8                             | 7                             | 1                             | 0                             | 24                            | 3                             | +21                           | 15                            | 2 місце                       |
| 1978                          | 7                             | 6                             | 0                             | 1                             | 14                            | 3                             | +11                           | 12                            | 3 місце                       |
| 1980                          | 5                             | 3                             | 2                             | 0                             | 12                            | 2                             | +10                           | 8                             | Пвіфіналіст                   |
| 1982                          | 7                             | 6                             | 1                             | 0                             | 13                            | 4                             | +9                            | 13                            | Чемпіон                       |
| 1984                          | 6                             | 4                             | 0                             | 2                             | 8                             | 8                             | 0                             | 8                             | Другий раунд                  |
| 1986                          | не кваліфікувалась            | не кваліфікувалась            | не кваліфікувалась            | не кваліфікувалась            | не кваліфікувалась            | не кваліфікувалась            | не кваліфікувалась            | не кваліфікувалась            | не кваліфікувалась            |
| 1988                          | 2                             | 0                             | 0                             | 2                             | 2                             | 5                             | –3                            | 0                             | Кваліфікаційний раунд         |
| 1990                          | 2                             | 1                             | 0                             | 1                             | 3                             | 4                             | –1                            | 2                             | Груповий етап                 |
| 1992                          | 6                             | 2                             | 2                             | 2                             | 6                             | 6                             | 0                             | 6                             | 4 місце                       |
| 1994                          | 6                             | 6                             | 0                             | 0                             | 18                            | 6                             | +12                           | 18                            | Чемпіон                       |
| 1996                          | 3                             | 1                             | 1                             | 1                             | 3                             | 1                             | +2                            | 4                             | Груповий етап                 |
| 1998                          | 5                             | 3                             | 1                             | 1                             | 10                            | 6                             | +4                            | 10                            | 2-і Група A                   |
| 2001                          | 7                             | 2                             | 0                             | 5                             | 4                             | 9                             | –5                            | 6                             | 4-і Група B                   |
| 2003                          | 4                             | 2                             | 0                             | 2                             | 10                            | 5                             | +5                            | 6                             | Кваліфікаційний раунд         |
| 2005                          | 3                             | 2                             | 0                             | 1                             | 6                             | 3                             | +3                            | 6                             | 2-і Група B                   |
| 2007                          | 2                             | 1                             | 1                             | 0                             | 6                             | 5                             | +1                            | 4                             | Кваліфікаційний раунд         |
| 2009                          | 10                            | 6                             | 3                             | 1                             | 26                            | 9                             | +19                           | 15                            | 3 місце                       |
| 2011                          | 5                             | 4                             | 0                             | 1                             | 12                            | 4                             | +8                            | 12                            | Чвертьфінал                   |
| 2013                          | 2                             | 0                             | 1                             | 1                             | 0                             | 1                             | –1                            | 1                             | Чвертьфінал                   |
| 2015                          | 12                            | 7                             | 3                             | 2                             | 26                            | 16                            | +10                           | 24                            | Плей-оф                       |
| 2017                          | 10                            | 6                             | 3                             | 1                             | 16                            | 7                             | +9                            | 21                            | 2 місце                       |
| 2018                          | 7                             | 5                             | 1                             | 1                             | 31                            | 7                             | +24                           | 16                            | Кваліфікаційний раунд         |
| 2022                          | 6                             | 5                             | 0                             | 1                             | 15                            | 5                             | +10                           | 15                            | Пвіфіналіст                   |
| Разом                         | 134                           | 82                            | 22                            | 30                            | 276                           | 130                           | +147                          | 230                           | 2 титули                      |

## Досягнення
Молодіжний чемпіонат КОНКАКАФ
- Чемпіон (2): 1982, 1994
- Віце-чемпіон (3): 1964, 1976, 2017
- 3-є місце (2): 1978, 2009